# PZL SM-2
PZL SM-2 je lehký víceúčelový užitkový vrtulník s třílistým nosným rotorem a třílistým tlačným vyrovnávacím rotorem. Vyráběn byl v letech 1960–1963 polským leteckým závodem WSK PZL Świdnik. Jedná se o stroj konstrukčně vycházející ze sovětského vrtulníku Mil Mi-1, který byl v Polsku vyráběn licenčně pod označením PZL SM-1. Vrtulník je známý také pod označením WSK SM-2.

## Vývoj
Od roku 1956 byl v polském leteckém závodě WSK PZL-Świdnik vyráběn licenčně lehký čtyřmístný sovětský vrtulník Mil Mi-1, ovšem pod označením PZL SM-1. V roce 1957 byly v Polsku zahájeny práce na modernizované verzi, která by byla schopna transportovat pět pasažérů. Konstruktéři měli za cíl vytvořit cvičný stroj, ve kterém mohou být vedle sebe dva piloti. Hlavním konstruktérem byl Jerzy Tyrcha.

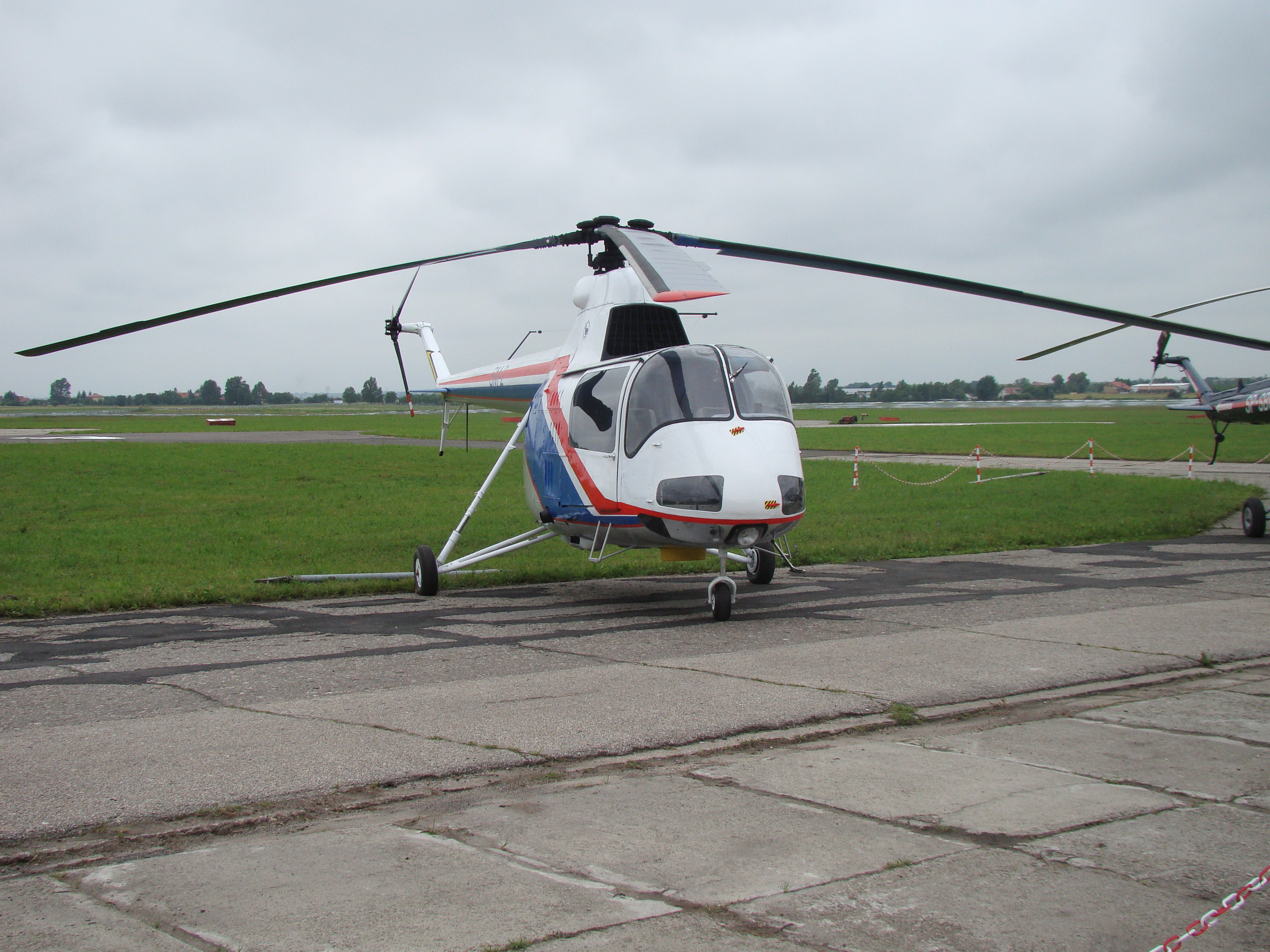
PZL SM-2 ve Świdniku

Největších změn doznala kabina, která byla prodloužena a konstruována jinak. Kabina měla na bocích dveře posuvné směrem dozadu. Změny se naopak nedotkly pohonné jednotky s transmisní soustavou, rotorů a podvozku. Prototyp poprvé vzlétl 18. listopadu 1959, výroba byla zahájena v roce 1960. Letové vlastnosti nového vrtulníku byly ale v porovnání se strojem Mi-1 (SM-1) horší, především kvůli nevhodným vlastnostem karburátoru. Na některých strojích byl později karburátor vylepšen.
Celkově bylo vyrobeno 91 nebo 88 kusů. Jednalo se o stroj vyráběný pouze v Polsku, souběžně s ním byly vyráběny také úspěšnější vrtulníky SM-1. V závodě byly produkovány tři hlavní varianty: vojenská varianta, sanitní varianta a varianta s jeřábem.
Základní transportní verze byla schopna transportovat pět cestujících včetně pilota, tři seděli v zadní části kabiny a jeden vedle pilota v přední část. Varianta určená pro leteckou záchrannou službu mohla být vybavena nosítky umístěnými uvnitř kabiny nebo gondolami po bocích trupu. Všechny varianty mohly být vybaveny přídavnými palivovými nádržemi o objemu 140 l, umístěnými na levé straně trupu. Přídavná palivová nádrž umožnila zvýšit dolet na 500 km. Varianta s jeřábem, označována jako SM-2R, byla vybavena navijákem s nosností 120 kg.

## Varianty

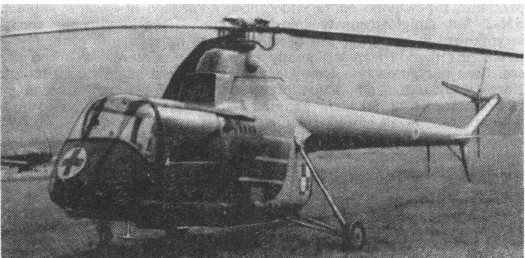
SM-2 v sanitní verzi

S-2
Původní označení prototypu SM-2.
SM-2
Základní verze určená především ke spojovacím a transportním účelům.
SM-2P
Verze pro transport pilota a čtyř pasažérů, zkratka odvozena ze slova pasažierski, pasažérský.
SM-2R
Varianta s jeřábem vybavená navijákem s nosností 120 kg. Označení odvozeno z polského ratowniczy, záchranný.
SM-2S
Sanitní verze (sanitarny, sanitní), která svým určením odpovídala variantě SM-1S, ale pacient mohl být transportován na nosítkách uvnitř trupu. Kromě pilota a pacienta se do vrtulníku vešel také jeden zdravotník.
SM-2Sz
Cvičná verze (szkolny, školní) se zdvojeným řízením.

## Vrtulníky SM-2 ve světě

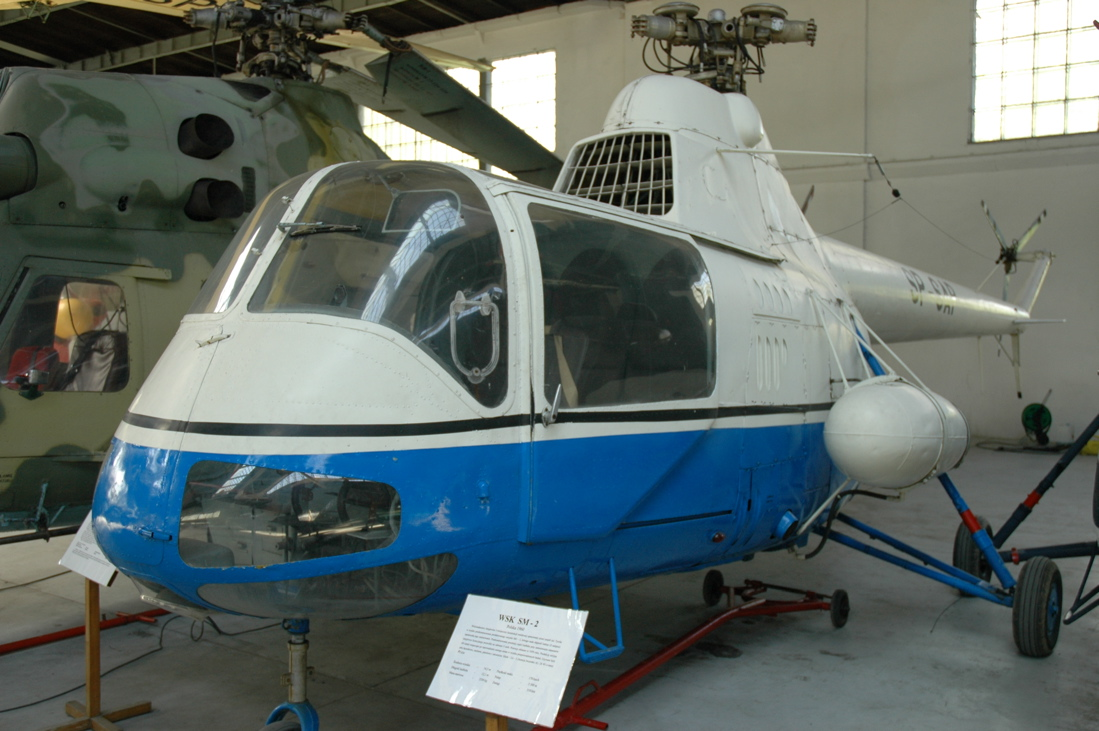
PZL SM-2 v Muzeu polského letectví v Krakově

Převážná většina vrtulníků SM-2 sloužila v polském letectvu a námořnictvu (od konce roku 1960 bylo dodáno 75 kusů). Několik strojů provozovalo také polské ministerstvo vnitra pro policejní účely. Čtyři kusy byly provozovány pro potřeby letecké záchranné služby. Na konci 70. let byly vrtulníky SM-2 nahrazovány modernějšími sovětskými dvoumotorovými vrtulníky Mil Mi-2, poslední stroj ukončil činnost kolem roku 1981.
Jediný vrtulník SM-2 byl exportován do Československa, kde sloužil v letech 1963–1970 ve službách Leteckého oddílu Ministerstva vnitra (imatrikulační značka OK-BYK). Od roku 1970 do roku 1975 létal pro potřeby státního podniku Slov-Airu, který jej odkoupil za 40 tisíc korun československých. Vrtulníky SM-2 se dochovaly v počtu několika kusů v muzeích, například v Muzeu polského letectví v Krakově, Kolobřehu nebo Drzonówě. Jeden je umístěn také v expozici Leteckého muzea Kbely.

## Uživatelé
| Československo - Letecký oddíl Ministerstva vnitra - Slov-Air Finsko - Finské vzdušné síly - Finská pobřežní stráž Maďarsko - Maďarské vzdušné síly | Polsko - Polské vzdušné síly - Polské námořnictvo - Ministerstvo vnitra - Pohraniční policie Rumunsko - Rumunské letectvo |

## Specifikace

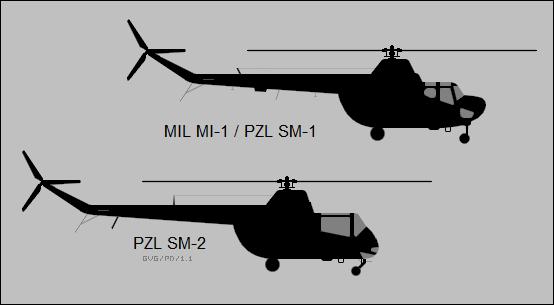
Srovnání vrtulníků Mil Mi-1 a PZL SM-2

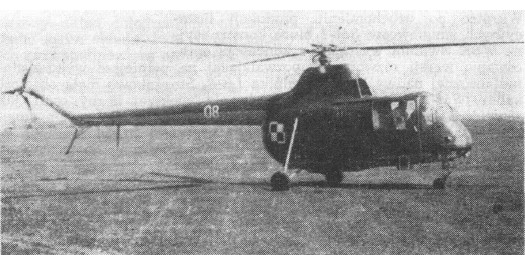
SM-2 polského vojenského letectva

Data podle publikace Jane's All The World's Aircraft 1965-66.

### Technické údaje
- Posádka: 1 pilot
- Užitečná zátěž: 4 osoby
- Délka: 12,08 m
- Výška: 3,30 m
- Průměr nosného rotoru: 14,30 m
- Plocha nosného rotoru: 160,6 m²
- Prázdná hmotnost: 1890 kg
- Maximální vzletová hmotnost: 2511 kg
- Pohonná jednotka: 1 × hvězdicový motor Ivčenko AI-26V o výkonu 429 kW

### Výkony
- Maximální rychlost: 170 km/h
- Cestovní rychlost: 130 km/h
- Stoupavost: 4,5 m/s
- Dostup s vlivem země: 4000 m
- Dolet: 320 km (500 km s přídavnou palivovou nádrží)